# Airalo
Az Airalo amerikai eSIM-szolgáltató. Világszerte kétszáznál is több országban kínál az utazóknak eSIM-et, ezzel azonnali internet-hozzáférést biztosítva számukra külföldön. 2024. március 31-i adatok szerint az Airalo alkalmazásnak 10 milliónál is több felhasználója van, és 53 nyelven érhető el az App Store-ban és a Google Play Áruházban.

## Története
Az Airalo amerikai egyesült államokbeli székhelyű startup, amelyet Abraham Burak és Bahadir Ozdemir alapított 2019-ben azzal a céllal, hogy eSIM segítségével az utazóknak azonnali, kedvező árú, globális telefon- és adatkapcsolatot nyújtsanak.
Abraham és Bahadir digitális nomád vállalkozók, akik saját bőrükön tapasztalták az utazás közbeni kapcsolattartás korlátait. Az eSIM lehetőséget nyújtott arra, hogy megfizethetőbb és jobban hozzáférhető alternatívát ajánljanak az utazóknak.
2019-ben az Airalo 1,9 millió $-nyi kezdőtőkét kapott az Antler vállalattól és a Sequoia Capital India kezdőtőke-alapjától, a Surge-től. 2021-ben 5 millió $-t nyert el Series A finanszírozáson keresztül. 2023-ban pedig 60 millió $-t egy Series B finanszírozási körben. Az e& Capital, az e& vállalkozási ága (ismertebb nevén az Egyesült Arab Emírségekben működő Etisalat szolgáltató) vezette a kört a „startupgenerátor” Antler Elevate, a Liberty Global, a Rakuten Capital, a Singtel Innov8, Surge (a korai szakaszt a Peak XV vezette, amely korábban Sequoia Capital Indiaként és SEA-ként volt ismert), az Orange, a T Capital (a Deutsche Telecom vállalkozási ága), a KPN Ventures, a Telefónica Ventures és az I2BF Global Ventures részvételével.